# Кольцо (художественная группа)
«Кольцо» — художественная группа кубофутористического направления была основана в 1913 году в Киеве. В группу вошли художники-реформаторы, исповедующие новые для России идеи в живописи.

## История
В марте 1914 года в Киевском политехническом институте художники группы «Кольцо» организовали выставку «Кольцо» при поддержке кружка «Искусство». В выставке принимал участие 21 художник, экспонировалось 306 работ, из которых 88 своих первых работ впервые представил публике Александр Богомазов (акварель, графика, рисунки). Некоторые из его работ: № 1 Базар, № 2 Портрет Н. И. Д., № 3 Святой угол, № 4 Натюрморт, № 5 На балконе, № 13 Банковая улица, № 16 Табачная лавочка (композиция в треугольн.). № 17 Человек разбрасыв. снег., № 26 Рыжий кот, № 29 Портрет моей жены, № 40 Портрет художника Е. И. Конопацкого, № 43 Автопортрет, № 47 Базар, № 68 Человек, везущий тачку, № 81 Крылов, № 82 Тютчев, № 83 Фет, № 84 Грибоедов, № 85 Гоголь, № 86 Пушкин, № 88 Очистка конвертера.
На выставке были представлены работы:
- А. К. Богомазова (88 работ)
- Е. И. Конопацкого (26 работ)
- С. С...ова (20 работ)
- Ивана Удода (19 работ)
- Михаила Левина (19 работ)
- И. Рабиновича (15 работ)
- Екатерины Васильевой (13 работ)
- Ниссона Шифрина (13 работ)
- Михаила Денисова (12 работ)
- Бориса Пастухова (12 работ)
- Виктора Пастухова (12 работ)
- Георгия Курнакова (10 работ)
- Константина Мальцева (8 работ)
- Борис Барбот де Марни (7 работ)
- Ванды Витольдовны Монастырской-Богомазовой (6 работ)
- Ивана Григорьева (6 работ)
- Христиана Крона (6 работ)
- Сарры Шор (6 работ)
- Арсения Бузинного (5 работ)
- А. А. Экстер (2 работы)
- Пётра Рафаэлова (1 работа)

Участники выставки рассматривали ее как «первый самостоятельный голос в защиту Нового Искусства». В предисловии к каталогу выставки идеи, присущие группе «Кольцо», сформулированы так: «Они заменяли архитектурную перспективу перспективой ритмической вибрации линий, являющейся в более тесном отношении к чувствительности и выражающей больше эстетических эмоций.»
В основном выставочные работы были написаны в манере кубизма и футуризма.
Н. Кульбин и А. Флореггер в журнале «Музы», № 5 от 1914 года (Киев, С. 5-8) охарактеризовали выставку как «новое слово в художественной жизни Киева» и отметили «громадное значение» этой выставки для Киева.
В 1914 году, просуществовав около двух лет, группа «Кольцо» распалась.